# Somsois
Somsois est une commune française, située dans le département de la Marne en région Grand Est.

## Géographie
Somsois se situe dans le Sud-Est de la Marne, dans la vallée du Sois, qui prend sa source à l'est du village. L'altitude y est d'environ 130 m. Au nord et à l'ouest de la commune, en Champagne crayeuse, l'altitude se fait plus élevée : le mont Ardoin atteint 207 m (sur le territoire de Saint-Ouen-Domprot) et les monts Torlors culminent à 210 m.
| Le Meix-Tiercelin  | Les Rivières-Henruel | Saint-Chéron |
| Saint-Ouen-Domprot | Somsois              | Gigny-Bussy  |
| Chapelaine         | Margerie-Hancourt    | Lignon       |

### Hydrographie
La commune est dans la région hydrographique « la Seine de sa source au confluent de l'Oise (exclu) » au sein du bassin Seine-Normandie. Elle est drainée par le Meldancon et le Sois,.
Le Meldançon, d'une longueur de 26 km, prend sa source dans la commune de Lignon et se jette  dans l'Aube à Morembert, après avoir traversé onze communes. 

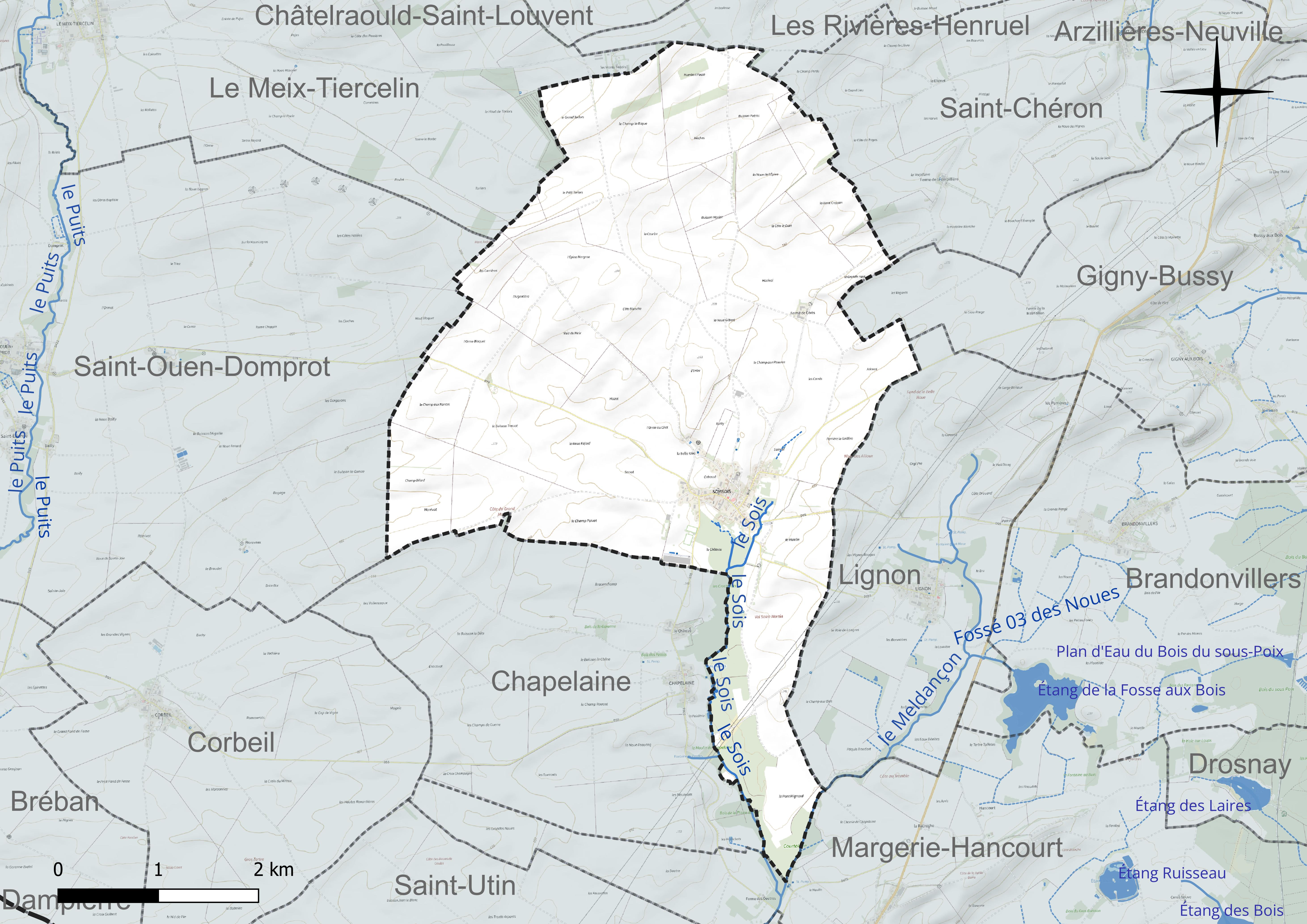
Réseau hydrographique de Somsois.

### Climat
Pour des articles plus généraux, voir Climat du Grand Est et Climat de la Marne.
En 2010, le climat de la commune est de type climat océanique dégradé des plaines du Centre et du Nord, selon une étude du Centre national de la recherche scientifique s'appuyant sur une série de données couvrant la période 1971-2000. En 2020, Météo-France publie une typologie des climats de la France métropolitaine dans laquelle la commune est exposée à un climat océanique altéré et est dans la région climatique  Nord-est du bassin Parisien, caractérisée par un ensoleillement médiocre, une pluviométrie moyenne régulièrement répartie au cours de l’année et un hiver froid (3 °C). 
Pour la période 1971-2000, la température annuelle moyenne est de 10,4 °C, avec une amplitude thermique annuelle de 15,9 °C. Le cumul annuel moyen de précipitations est de 756 mm, avec 12,2 jours de précipitations en janvier et 8,4 jours en juillet. Pour la période 1991-2020, la température moyenne annuelle observée sur la station météorologique de Météo-France la plus proche, « Frignicourt », sur la commune de Frignicourt à 13 km à vol d'oiseau, est de 11,5 °C et le cumul annuel moyen de précipitations est de 694,6 mm. 
La température maximale relevée sur cette station est de 41,7 °C, atteinte le 25 juillet 2019 ; la température minimale est de −22 °C, atteinte le 9 janvier 1985,,. 
Les paramètres climatiques de la commune ont été estimés pour le milieu du siècle (2041-2070) selon différents scénarios d'émission de gaz à effet de serre à partir des nouvelles projections climatiques de référence DRIAS-2020. Ils sont consultables sur un site dédié publié par Météo-France en novembre 2022.

## Urbanisme

### Typologie
Au 1er janvier 2024, Somsois est catégorisée commune rurale à habitat dispersé, selon la nouvelle grille communale de densité à sept niveaux définie par l'Insee en 2022.
Elle est située hors unité urbaine. Par ailleurs la commune fait partie de l'aire d'attraction de Vitry-le-François, dont elle est une commune de la couronne,. Cette aire, qui regroupe 73 communes, est catégorisée dans les aires de moins de 50 000 habitants,.

### Occupation des sols
L'occupation des sols de la commune, telle qu'elle ressort de la base de données européenne d’occupation biophysique des sols Corine Land Cover (CLC), est marquée par l'importance des territoires agricoles (91,8 % en 2018), en diminution par rapport à 1990 (93,5 %). La répartition détaillée en 2018 est la suivante : 
terres arables (90 %), forêts (3,4 %), zones urbanisées (3 %), zones agricoles hétérogènes (1,8 %), milieux à végétation arbustive et/ou herbacée (1,7 %). L'évolution de l’occupation des sols de la commune et de ses infrastructures peut être observée sur les différentes représentations cartographiques du territoire : la carte de Cassini (XVIIIe siècle), la carte d'état-major (1820-1866) et les cartes ou photos aériennes de l'IGN pour la période actuelle (1950 à aujourd'hui).

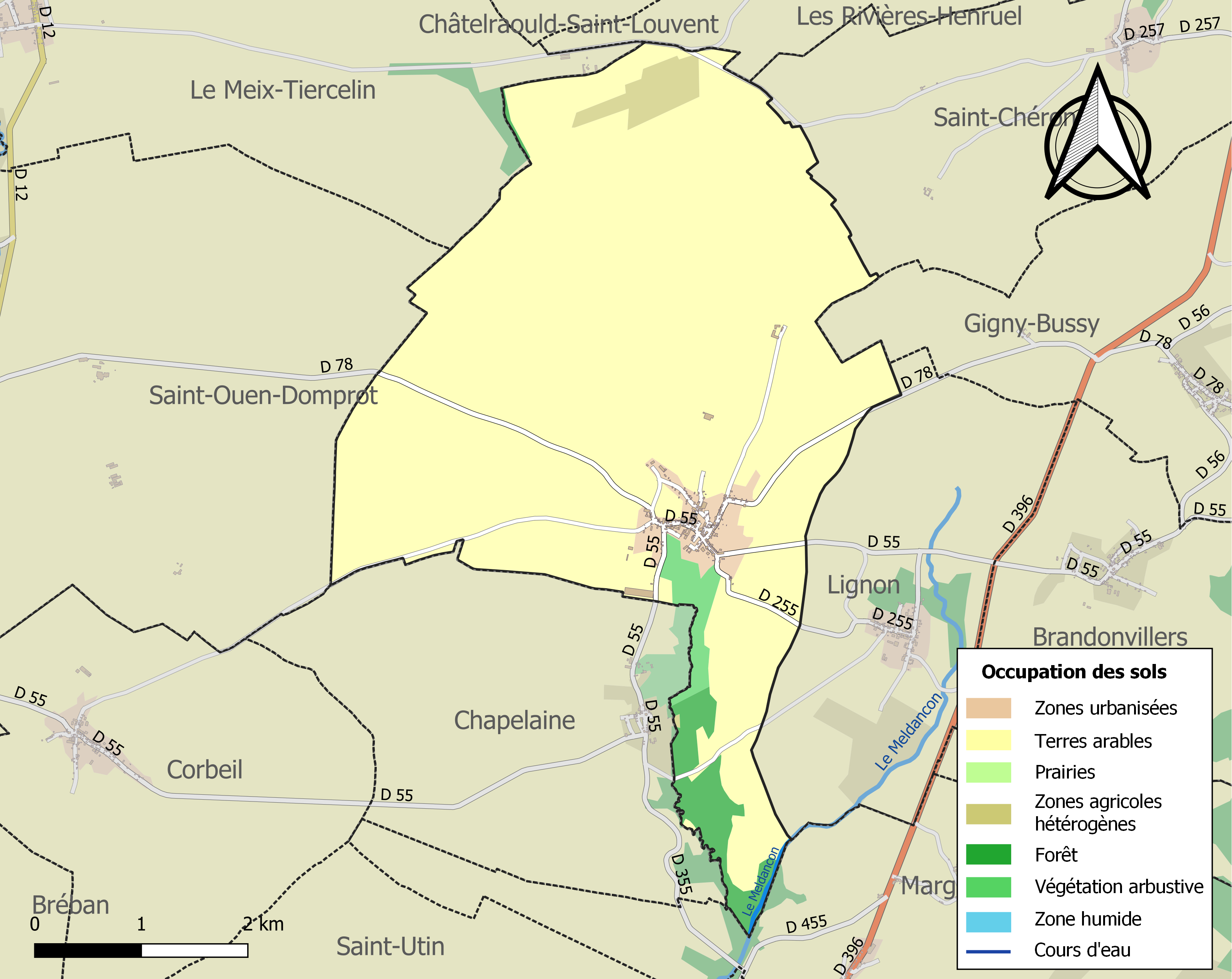
Carte des infrastructures et de l'occupation des sols de la commune en 2018 (CLC).

## Toponymie
Le nom de la localité est attesté sous les formes Summasibi (commencement du XIe siècle) ; Sonseis (1200) ; Somsoys (1200) ; Sunsoys, Sumsois (1203) ; Sunseium (1209) ; Sumpsesium (1209) ; Sonsos (1224) ; Sonseium, Sompseium (1239) ; Somsois (vers 1252) ; Sonsois (1266) ; Sumpseyum (1331) ; Sompsois (1367) ; Sonsoiz (1375) ; Sompsoix (1442) ; Somsoyes (1489) ; Sempsois (1543) ; Sompsoys (1548) ; Sompsoyes en Champaigne (1621).

Dans la toponymie locale, les lieux appelés somme désignent une « source ». Pour Somsois, à la « source du sois ». Le nom de Somsois est issu du mot latin summa, qui signifie « point le plus haut », auquel a été ajouté le nom de la rivière. De nombreux villages champenois situé à proximité de la source d'une rivière sont désignés ainsi, à l'image de Sommesous ou Sompuis.

## Histoire
Une présence gauloise a été mise en évidence par des fouilles qui mirent au jour en 1863 un cimetière de vingt-cinq tombes au lieu-dit Perrière-la-Guillière avec des objets.

## Politique et administration

### Intercommunalité
Depuis 2013, Somsois est membre de la communauté de communes Vitry, Champagne et Der. Auparavant, elle faisait partie de la communauté de communes des Quatre Vallées.

## Démographie
Les habitants de la commune sont les Somsoyats et les Somsoyates.
L'évolution du nombre d'habitants est connue à travers les recensements de la population effectués dans la commune depuis 1793. Pour les communes de moins de 10 000 habitants, une enquête de recensement portant sur toute la population est réalisée tous les cinq ans, les populations de référence des années intermédiaires étant quant à elles estimées par interpolation ou extrapolation. Pour la commune, le premier recensement exhaustif entrant dans le cadre du nouveau dispositif a été réalisé en 2007.

En 2022, la commune comptait 192 habitants, en évolution de −2,54 % par rapport à 2016 (Marne : −1,19 %, France hors Mayotte : +2,11 %).
| 1793 | 1800 | 1806 | 1821 | 1831 | 1836 | 1841 | 1846 | 1851 |
| ---- | ---- | ---- | ---- | ---- | ---- | ---- | ---- | ---- |
| 522  | 554  | 530  | 489  | 505  | 504  | 520  | 523  | 535  |

| 1856 | 1861 | 1866 | 1872 | 1876 | 1881 | 1886 | 1891 | 1896 |
| ---- | ---- | ---- | ---- | ---- | ---- | ---- | ---- | ---- |
| 532  | 487  | 497  | 473  | 458  | 468  | 448  | 434  | 422  |

| 1901 | 1906 | 1911 | 1921 | 1926 | 1931 | 1936 | 1946 | 1954 |
| ---- | ---- | ---- | ---- | ---- | ---- | ---- | ---- | ---- |
| 440  | 458  | 436  | 413  | 384  | 376  | 401  | 336  | 319  |

| 1962 | 1968 | 1975 | 1982 | 1990 | 1999 | 2006 | 2007 | 2012 |
| ---- | ---- | ---- | ---- | ---- | ---- | ---- | ---- | ---- |
| 341  | 315  | 263  | 246  | 265  | 233  | 195  | 190  | 192  |

| 2017 | 2022 | - | - | - | - | - | - | - |
| ---- | ---- | - | - | - | - | - | - | - |
| 196  | 192  | - | - | - | - | - | - | - |

## Économie
On y trouve plusieurs silos : Champagne Céréales et Soufflet Agriculture.

## Culture et patrimoine

### Lieux et monuments

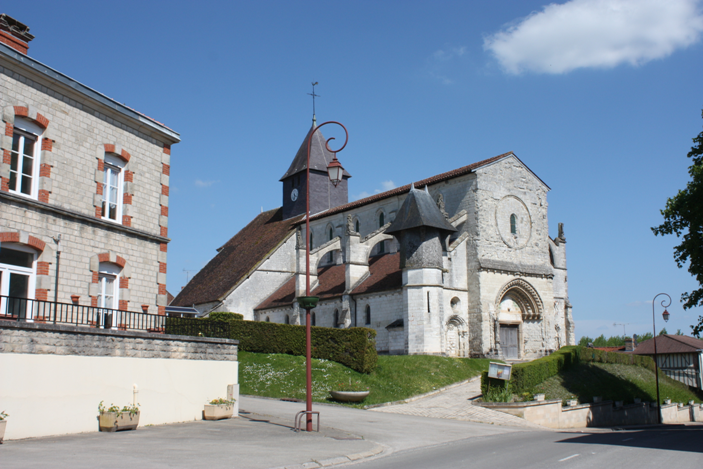
L'église Saint-Martin.

- L'église Saint-Martin date de la fin du XIIe siècle[27]. Sa façade est de style gothique et remonte au XIIIe siècle. Le chœur est plus récent, du XVIIIe siècle[28]. L'église est classée monument historique en 1927[29].

### Personnalités liées à la commune
- René Blin, compositeur, né à Somsois le 13 novembre 1884, décédé au même endroit en 1951.

### Héraldique
| Blason de Somsois | Blason  | De gueules au sautoir engrêlé d'or cantonné de quatre fleurs de lys du même.                                                       |
| Blason de Somsois | Détails | Armes de la famille de Linage, dont étaient issus d'anciens seigneurs de Somsois. Le statut officiel du blason reste à déterminer. |